# Annamanum annulicorne
Annamanum annulicorne là một loài bọ cánh cứng trong họ Cerambycidae.